# Rue Victor-Hugo (Alger)
Pour les articles homonymes, voir Victor Hugo et Rue Victor-Hugo.
La rue Victor-Hugo (en arabe :شارع فيكتور هوجو) est une voie d'Alger.

## Situation et accès
Cette rue de la commune de Sidi M'Hamed débute rue Hassiba Ben Bouali au niveau de la place de la Liberté de la presse,  et se termine boulevard Mouloud-Belhouchet en passant par la rue Ahcène-Khemissa, la rue Mohamed-Chouder et la rue Reda-Houhou.
Elle en très forte pente, avec un dénivelé moyen de 18 % et qui atteint 28 % sur les 50 premiers mètres et est ornée de palmiers de chaque côté.
L’accès à la gare ferroviaire de l'Agha se situe à en contrebas de la rue.

## Origine du nom
La rue porte le nom de l'écrivain français Victor Hugo (1802-1885).

## Historique
Le boulevard Victor-Hugo dans le quartier de l'Agha, long de 320 mètres a été créé en Algérie française à la fin du XIXe siècle, il faisait la liaison entre le rue Sadi-Carnot et la rue Michelet.
Dans les années 1980, le haut du boulevard a été renommé Mouloud-Belhouchet. La partie basse, longue de 133 mètres est restée nommée rue Victor-Hugo.